# Opération Quyet Thang 202
Guerre du Viêt Nam
Batailles
L'opération Quyet Thang 202 (vietnamien : Chiến dịch Quyết Thắng 202) était une opération de l'armée de la République du Vietnam menée en 1964 avec le soutien des États-Unis. Des commandos de l'armée de la République du Vietnam ont été transportés par des hélicoptères américains derrière des positions du Việt Cộng, les attaquant avec des roquettes à l'épaule et des lance-flammes. Des équipes de tireurs d'élite ont ensuite suivi les rebelles en fuite et les ont engagés.

## Contexte
Le 26 avril, des officiers de l'armée de la République du Vietnam, de l'US Army et de l'United States Marine Corps se sont rencontrés à Pleiku pour planifier un assaut en hélicoptère sur le bastion du Việt Cộng à Do Xa à la frontière nord du II Corps. Le plan opérationnel prévoyait que le VMM-364 soulève un bataillon armée de la République du Vietnam de l'aérodrome de Quảng Ngãi (en) à la zone d'atterrissage Bravo à 48 km à l'ouest, simultanément une compagnie d'hélicoptères de l'armée américaine basée à Pleiku transporterait 2 bataillons armée de la République du Vietnam de Gi Lang à une deuxième zone d'atterrissage à 13 km au sud-ouest de la zone d'atterrissage  Bravo.

## Opération
Le matin du 27 avril, un Douglas AD Skyraider de la force aérienne de la République du Vietnam a effectué des frappes aériennes préparatoires sur les 2 zones d'atterrissage à la suite desquelles des hélicoptères de combat Bell UH-1 Iroquois de l' armée américaine ont effectué une reconnaissance des zones d'atterrissage et ont été accueillis par des tirs de mitrailleuses du Việt Cộng dans la zone Bravo. Les Bell UH-1 Iroquois ont engagé les tirs de mitrailleuses jusqu'à ce qu'ils soient à court de munitions et soient retournés à la base pour faire le plein de munitions et préparer d'autres frappes aériennes. Un Douglas AD Skyraider a été touché par un tir de mitrailleuse de 0,51 cal et s'est écrasé à 1,6 km de l'aérodrome de Quảng Ngãi. Les frappes aériennes se sont poursuivies jusqu'à 12h25, lorsque les hélicoptères de transport ont commencé leur atterrissage, mais le Việt Cộng est resté actif autour de la zone Bravo, touchant de nombreux Sikorsky H-34, forçant l'un à s'écraser dans la zone Bravo. La deuxième vague a été retardée pour permettre de nouvelles frappes aériennes et n'a repris qu'à 13h55, mais le Việt Cộng a continué de tirer sur la zone Bravo et s'approchait d'hélicoptères heurtant un Sikorsky H-34 de la force aérienne de la République du Vietnam et le forçant à s'écraser. Avec plus de membres des forces armées de la République du Vietnam maintenant sur le terrain, ils ont pu repousser les mitrailleurs du Việt Cộng de la zone Bravo, mais le Việt Cộng avait touché 15 des 19 hélicoptères de l'United States Marine Corps et seulement 11 hélicoptères de l'United States Marine Corps et de la force aérienne de la République du Vietnam restaient en état de navigabilité à la fin de la journée. Le lendemain matin, le VMM-364 a débarqué les dernières forces armées de la République du Vietnam dans la zone Bravo. Le 28 avril, un VMM-364 et un Sikorsky H-34 a été pris dans le lavage du rotor alors qu'il atterrissait à l'aérodrome de Quảng Ngãi et s'est écrasé dans un canal en étant totalement détruit. Le 29 avril, une équipe de récupération des avions s'est rendue dans la zone Bravo pour évaluer les deux Sikorsky H-34 abattus, mais tous deux ont été jugés irréparables et ont été détruits

## Conséquences
L'opération d'un mois s'est terminée avec de lourds dommages à la ligne de communication du Việt Cộng qui reliait Do Xa aux autres provinces contrôlées par le Việt Cộng, et a forcé un regroupement critique des quelque neuf cents combattants du Việt Cộng restants.